# Geoffrey Callender
Geoffrey Arthur Romaine Callender (Didsbury, 25 de noviembre de 1875 – Greenwich, 6 de noviembre de 1946) fue un historiador naval británico y primer director del Museo Marítimo Nacional de Londres desde su fundación en 1937 hasta su muerte.
Dejó publicadas dos obras de contenido histórico naval:
- Sea Kings of Britain (1907–11), 3 volumens.[1]
- The Naval Side of British History (1924).[2]